# Parkinsonia raimondoi
Parkinsonia raimondoi — це вид квіткових рослин родини бобових (Fabaceae), який є ендемічним південно-центрального Сомалі, де росте до 200 м над рівнем моря. Це кущ або невелике дерево, яке зустрічається в чагарниках Acacia-Commiphora на піску. Йому загрожує втрата середовища проживання.